# Німаїма
Німаїма (ісп. Nimaima) — місто й муніципалітет в колумбійській провінції Ґуаліва (департамент Кундінамарка).

## Історія
До іспанського завоювання території сучасного міста населяли німаїми, плем'я народу панче, від самоназви якого й походить назва міста. Офіційно роком заснування міста Німаїма вважається 1710 рік.

## Економіка
Основу економіки муніципалітету становить сільське господарство, зокрема вирощування цукрової тростини, мандаринів, апельсинів, персиків та кеш'ю.